# Waldkirchen am Wesen
Waldkirchen am Wesen település Ausztriában, Felső-Ausztria tartományban, a Schärdingi járásban, területe 21,4 km².

## Fekvése
Tengerszint feletti magassága 550 méter. Waldkirchen am Wesen Hofkirchen im Mühlkreis, Sankt Agatha, Eschenau im Hausruckkreis, Neukirchen am Walde, Sankt Aegidi és Engelhartszell településekkel határos.

## Népesség
Lakosainak száma 1171 fő (2018. január 1.).